# Італійська Лівія
Італійська Лівія (італ. Libia Italiana; араб. ليبيا الإيطالية, Lībyā al-Īṭālīya) — італійська колонія, яка існувала 1934—1943, на терені сьогоденної Республіки Лівії.

## Історія

Розширення італійської Лівії:
території, передані Османською імперією в 1912 році
території, передані Францією в 1919 році
район Куфра завойований у 1919 та 1931 роках
території, передані Британією в 1926 році
території, передані Британією в 1934 році
території, передані Францією в 1935 році

У результаті, італійсько-турецької війни (1911—1912) територія сьогоденної Лівії перейшла під владу Італії, яка створила свою колонію, Італійську Північну Африку. У 1927, були виділені Киренаїка і Триполітанія, а у 1934 вони були об'єднані в Лівію. Італійці запроваджували італіанізацію тубільців в Лівії.
Після окупації Італією Триполі в 1911 спалахнуло повстання в країні на чолі з національним героєм Лівії, Омар Мухтар. Для придушення повстання Беніто Муссоліні відрядив Родольфо Граціані, який очолив лівійські збройні сили. Повстанці розгорнули боротьбу в Джебель-Ахдар у Киренаїки, спротив тривав до 1935. З метою придушення повстання італійці в Лівії створили концентраційні табори, в яких затримали в загальній складності 125 000 чоловік, головним чином чоловіків, які могли співпрацювати з повстанцями. Незважаючи на ситуацію в країні продовжувалася політика переселення італійців, в 1940-х роках в Лівії було близько 110000 італійців, які становили 12 % від загальної чисельності населення.
Під час Другої світової війни Лівія стала місцем боїв між військами союзників і країнами осі. Після війни, Італія відмовилася від прав на Лівію, яка спочатку потрапила під управління Великої Британії (Триполітанія та Киренаїки) і Франції (Феццан). У 1951 році, за рішенням ООН, Лівія стала незалежною країною на чолі з королем Ідрисом I.

## Нотатки
1. ↑  Італійське правління закінчилося в 1943 році окупацією Лівії союзниками; його de jure кінець був в 1947 році з підписанням Паризького договору.
2. ↑  Територія була предметом суперечок щодо прав власності між Італією та Великою Британією, і вона була офіційно завойована Італією в 1931 році